# On the Twentieth Century
On the Twentieth Century és un musical amb llibret i lletres de Betty Comden i Adolph Green i música de Cy Coleman. Basat en part en la pel·lícula i l'obra del mateix nom de la dècada de 1930, el musical té ºpart d'opereta, part de farsa i part de comèdia d'embolics. La història tracta de la relació entre escenes entre Lily, una actriu temperamental i Oscar, un productor de teatre en fallida. En un tren de luxe que viatjava de Chicago a Nova York durant els anys vint, l'Oscar intenta encaixar la glamurosa estrella de Hollywood per interpretar el paper protagonista en el seu nou drama, però encara no escrit, i potser per reactivar la seva història.
El musical va estar a Broadway el 1978–1979, representant-se en 449 actuacions i guanyant cinc premis Tony. Madeline Kahn interpretà el paper de Lily Garland i, quan Kahn va abandonar la producció, el paper va llançar la carrera de Judy Kaye. A Londres i altres llocs van succeir diverses noves produccions i una revival de Broadway del 2015 va comptar amb Kristin Chenoweth i Peter Gallagher.

## Rerefons
Comden i Green va basar el musical en tres obres: la pel·lícula de Howard Hawks de 1934 Twentieth Century; l'obra original del mateix nom de 1932 de Ben Hecht i Charles MacArthur; i la pròpia inspiració de Hecht i MacArthur, l'obra mai no produïda de Charles Bruce Millholland sobre les seves experiències treballant per al productor teatral David Belasco, el Napoleó de Broadway.
Cy Coleman es va negar inicialment a compondre la partitura quan li ho van demanar. "No volia fer un pastiche dels anys 20; hi havia massa d'això al voltant", va recordar. "Però quan em vaig adonar que els personatges principals tenien aquestes personalitats més grans que les de la vida, vaig pensar ... ah, òpera còmica! Fins i tot el patró tikka-tikka-tikka d'un tren locomotor té el ritme de l'òpera còmica." Coleman va acceptar escriure la música per a l'espectacle i va produir una partitura d'estil d'opereta que recorda les obres de Sigmund Romberg i Rudolf Friml.

## Produccions
Després d'una prova al Colonial Theatre de Boston, la producció de Broadway es va estrenar el 19 de febrer de 1978 al St. James Theatre, amb crítiques mixtes. Va tenir 11 prèvies i 449 funcions. Dirigida per Hal Prince i coreografiada per Larry Fuller, el repartiment estava protagonitzat per John Cullum i Madeline Kahn, i comptava amb Imogene Coca i Kevin Kline. L'espectacle va guanyar els premis Tony per la millor banda sonora i el millor llibret, entre d'altres. Després de nou setmanes, Kahn va marxar de la producció. El The New York Times va dir que "va dir que es retirava per culpa de danys a les cordes vocals". Va ser reemplaçada per la suplent Judy Kaye, que havia estat fent un petit paper, i els crítics van ser convidats a tornar. Segons The New York Times, el "bang, boom, la nit [Kaye] és una estrella". Van elogiar la seva actuació, Kaye va guanyar un premi World Theatre i la seva carrera teatral es va enlairar. Després va actuar en la gira dels Estats Units davant de Rock Hudson.
Una posada en escena de Londres, produïda per Harold Fielding i protagonitzada per Keith Michell com Oscar, Julia McKenzie com Lily, Mark Wynter com Bruce i Ann Beach com Mrs. Primrose, va estrenar-se el 19 de març de 1980 al Her Majesty's Theatre, i van realitzar-se 165 funcions. El musical va ser nominat al premi Olivier, "Musical de l'any", i McKenzie va ser nominada a actriu de l'any en un musical. Com a part de la prestació d'Actors Fund, el 26 de setembre de 2005 es va celebrar un concert durant una nit al New Amsterdam Theatre de Nova York. La producció va protagonitzar Marin Mazzie com Lily, Douglas Sills com Oscar, Joanne Worley com Letitia i Christopher Sieber com Bruce, amb aparicions de Jesse Tyler Ferguson com Max, Cheyenne Jackson com un dels porters de "Life is Like a Train" i Kathleen Turner com Imelda. El primer revival londinenc es va celebrar al Union Theatre, Southwark el desembre de 2010 i el gener de 2011. Howard Samuels va interpretar Oscar i Rebecca Vere va ser Lily. L'espectacle va ser dirigit per Ryan McBryde.
El 2011, la Roundabout Theatre Company va fer una lectura amb la participació de Hugh Jackman, Kristin Chenoweth i Andrea Martin. Roundabout va fe un revival del musical a Broadway, al American Airlines Theatre, començant les prèvies el 12 de febrer de 2015 i obrint-se oficialment el 15 de març de 2015 per una durada limitada fins al 19 de juliol de 2015 (ampliat des de la data de tancament original del 5 de juliol). Scott Ellis va dirigir-la, i la coreografia va ser de Warren Carlyle. El repartiment estava protagonitzat per Chenoweth com a Lily i Peter Gallagher com Oscar, i va comptar amb Andy Karl com Bruce, Mark Linn-Baker com Oliver, Michael McGrath com Owen i Mary Louise Wilson com Letitia. Entre els dissenyadors hi havia David Rockwell (escenografia), William Ivey Long (vestuari) i Donald Holder (il·luminació). La producció va ser nominada a cinc premis Tony, inclòs el millor revival, però no em va guanyar cap. La cançó "The Legacy" de la partitura original es va reescriure com "Because of Her", utilitzant la música original de Coleman, però les noves lletres d'Amanda Green sobre el reconeixement de l'Oscar de la importància de Lily en la seva vida.

## Argument

### Acte I
Durant els bojos anys 20, l'empresari teatral egomaníac Oscar Jaffee està a la deriva després de quatre fracassos seguides. El seu darrer espectacle s'ha tancat bruscament a Chicago, deixant el seu repartiment i la seva tripulació enfadats (a qui els deu el sou) ("Stranded Again"). Óscar envia secretament ordres a Owen O'Malley i Oliver Webb, el seu agent de premsa i responsable de negocis, per trobar-se al Twentieth Century Limited a Nova York i obtenir entrades per al Compartiment "A."
A l'andana de La Salle Station, els passatgers lloen les meravelles d'un viatge ("On the Twentieth Century"). Owen i Oliver, irrompent al Compartiment "A", descobreixen el Congressista Grover Lockwood en una posició de compromís amb la seva secretària Anita. Oliver els persuadeix fàcilment que abandonin el Compartiment "A." Després de pujar al tren de sortida pujant per una finestra, l' Oscar diu a Owen i Oliver que aviat recuperarà la seva riquesa i el seu èxit ("I Rise Again"). Ell revela el motiu pel qual tenen el Compartiment "A": a la següent parada, la seva antiga amant i protegida, Lily Garland (nascuda Mildred Plotka), ara una estrella de cinema temperamental, pujarà al tren i es quedarà al costat al Compartiment 'B'. Oliver i Owen dubten que accepti a la nova obra de l'Oscar ara que és una estrella de cinema; L'Oscar insisteix que ho farà.
En un flashback, Oscar recorda el moment en què va fer una prova a l'actriu Imelda Thornton per al paper principal en una obra de teatre. Oscar va descobrir que la jove acompanyant, Mildred Plotka, podia cantar "The Indian Maiden's Lament" molt millor que Imelda, fins i tot acabant amb una cadència operística. Oscar immediatament va decidir contractar Mildred pel paper principal com a "Veronique", un cantant de carrer francesa que no dormiria amb Otto von Bismarck i va provocar així la guerra francoprussiana. Mildred va insistir que no volia ser actriu, però l'Oscar la va convèncer perquè participés, amb el nom de Lily Garland.
El conductor adverteix els passatgers del Compartiment "A" que hi ha un boig a bord del tren. Després anuncia, "He escrit una obra de teatre" ("I Have Written a Play"), titulada "Vida en un tren". Oscar engega el director. A Englewood, Illinois, tots els passatgers, sobretot Oscar, estan encantats que ells i Lily Garland puguin pujar al tren ("Together"). Bruce Granit, el costarista i amant de Lily, no baixa del tren abans de sortir, i ha de venir a la sortida. Owen i Oliver s'aturen al compartiment "B" i demanen a Lily que torni, revelant que l' Oscar és tan pobre, el seu teatre serà embargat l'endemà. Ella respon "Mai" ("Never"). Bruce, amb les sospites de l'apassionat tirade de Lily, li pregunta si mai va tenir alguna relació amb l' Oscar. Recita una llarga llista d'antics amants i insisteix que l' Oscar mai no va ser un d'ells. Tot i així, als seus compartiments independents, Oscar i Lily recorden la relació que van tenir abans ("Our Private World").
Al cotxe d'observació, els passatgers es queixen que la religiosa llunada ha enganxat adhesius "Penediu-vos a temps" a tot arreu. El director els assegura que aviat prendran el boig. Aquesta és la senyora Letitia Primrose, que diu que la seva missió és avisar els pecadors perquè "es penedeixin" ("Repent"). Aquests adhesius inspiren l'Oscar amb una idea per a la seva nova obra de teatre: dirigirà La passió de Maria Magdalena, un paper tan bo que Lily no podrà refusar-lo. Bruce està igual de segur que Lily continuarà actuant davant seu a Hollywood. En els seus respectius compartiments, cadascun es prepara a reunir-se amb Lily de nou i jura que ella serà la seva ("Mine"). Mentre Oliver i Owen preparen un comunicat de premsa per a la nova obra, Letitia destaca que patrocina els seus esforços creatius. Declara que és la fundadora i presidenta de Primrose Restoria Pills i fa bones obres amb el seu capital addicional.
Lily entra al Compartiment "B" portant una negligee i, mentre Bruce i ella comencen a jugar, l'Oscar entra. Oscar revela la seva anterior relació amb Lily, i Bruce, indignat, surt. Lily recorda enfurismada la gelosia i la possessivitat de l'Oscar en la seva antiga relació. És rica i té èxit sense ell; però l' Oscar retorta que ha perdut el seu art venent-se a Hollywood ("I've Got it All"). Lily diu a l'Oscar que planeja signar amb el productor d'èxit Max Jacobs, ex ajudant d'escena assistent de l' Oscar. L'Oscar torna enfurismat al Compartiment "A", però és molestat quan Oliver i Owen el presenten a la senyora Primrose, rica i religiosa. El congressista Lockwood entra i anuncia: "He escrit una obra", L'engeguen i l'Oscar i la senyora Primrose donen la mà mentre Bruce i Lily s'asseuen a sopar al proper cotxe ("On The Twentieth Century" (reprise)).

### Acte II
En un entreacte, quatre porters declaren filosòficament que "La vida és com un tren" ("Life Is Like a Train").
Owen, Oliver i Oscar es feliciten per haver obtingut el xec de la senyora Primrose per 200.000 dòlars ("Five Zeros"). La minyona de Lily, Agnes, porta un missatge a l'Oscar: Lily vol veure'l immediatament. El doctor Johnson el deté, però, declarant "He escrit una obra", titulat Vida en un hospital metropolità. L'Oscar la ignora i entra al Compartiment del Dibuix “B”. Lily diu a l' Oscar que ella ha decidit donar-li diners per ajudar-lo en la seva situació financera. L'Oscar mostra amb orgull el xec de la senyora Primrose i descriu l'obra de Maria Magdalena a Lily. Lily es transforma i comença a interpretar la peça, acabant amb els braços de l'Oscar al voltant de la cintura. Ella es torna a la realitat i insisteix en trobar-se amb la senyora Primrose. Owen i Oliver escorten a Lily fins al Compartiment "A", on ells, la senyora Primrose i l'Oscar, intenten persuadir a Lily perquè signi el contracte. Bruce entra i intenta convèncer-la perquè no la signi ("Sextet"). Lily resol no viure en el passat i es nega a signar, i decideix continuar al cinema amb Bruce. L'Oscar suggereix un compromís; si Lily fa l'obra, Mrs. Primrose també pot pagar la pel·lícula. Lily troba això molt emocionant i informalment està d'acord. Insisteix en uns minuts solament abans de signar el contracte.
A Cleveland, Ohio, alguns oficials van pujar al tren. Estan buscant la senyora Primrose, que es va escapar de la institució mental de la Clínica Benzinger aquell matí, i que han vingut a portar-la de nou. Aviat s'estén la notícia a tot el tren: "És un frau!" ("She's a Nut!") L'Oscar de cop i volta torna a no tenir diners i Lily, que encara no ha signat el contracte, s'enfronta enfadada. Max Jacobs arriba amb una nova obra i Lily el saluda amb alegria. Llegeix l'obra, intentant imaginar-se com el decadent i glamurós personatge del títol "Babette", però els seus pensaments segueixen estretament amb Mary Magdalena. Tot i així, finalment decideix que farà l'obra de Max.
L' Oscar es troba amb Oliver i Owen al cotxe d'observació. Porta una pistola i insisteix que acabarà amb tot. Detalla "El llegat" ("The Legacy"), els deixa i torna al Compartiment "A". Oliver i Owen estan convençuts que només està sent dramàtic, però després senten trets. Es troben amb la senyora Primrose que sosté la pistola i l'Oscar. El doctor Johnson examina l' Oscar i no troba res dolent, l'Oscar diu que llegirà l'obra del doctor Johnson si pretén que està realment ferit. El doctor Johnson està d'acord i Owen li diu a Lily que l' Oscar s'està morint. Scar li suplica que signi el contracte abans de morir. Ella el signa i es canten apassionadament entre ells ("Lily, Oscar"). Max Jacobs es precipita i Oscar, molt viu, li mostra amb satisfacció el contracte; però ella li diu que comprobi la signatura: Ha signat "Peter Rabbit"! Ella i l'Oscar es criden insults ridículs l'un a l'altre fins que comencen a riure i cauen als braços l'un de l'altre. Es reconcilien, fent-se un petó apassionat, resultant un Max indignat que surt del compartiment. El conjunt surt, vestit de blanc, com Owen i Oliver llança pètals, seguida de Lily amb un vestit de núvia i Oscar amb esmòquing blanc. Els noucasats s'abracen i s'uneixen a la companyia en una última proclamació de que "La vida és com un tren!" ("Finale").

## Cançons
| Acte I - Stranded Again – Bishop, Actors, Singers - Saddle Up the Horse – Owen O'Malley & Oliver Webb - On the Twentieth Century – Porters, Letitia, Conductor, Flanagan, Rogers, Passengers - I Rise Again – Oscar Jaffe, Owen & Oliver - Indian Maiden's Lament – Imelda & Mildred Plotka - Veronique – Lily Garland & Male Singers - I Have Written a Play – Conductor Flanagan - Together – Porters & Passengers, Oliver - Never – Lily, Owen, & Oliver - This Is the Day – Lily & Agnes (interpretada a Boston, però retallada abans de l'estrena a Broadway) - Our Private World – Lily & Oscar - Repent – Letitia - Mine – Oscar & Bruce Granit - I've Got it All – Lily & Oscar - On the Twentieth Century (reprise) – Companyia | Acte II - Entr'acte: Life is Like a Train – Porters - I Have Written a Play (Reprise 1) - Congressman Lockwood - Five Zeros – Owen, Oliver, Letitia, & Oscar - I Have Written a Play (Reprise 2) - Dr. Johnson - Sextet/Sign Lily Sign – Owen, Oliver, Oscar, Letitia, Lily, Bruce - She's a Nut – Company - Max Jacobs – Max - Babbette – Lily - The Legacy ("Because of Her" for 2015 revival) – Oscar - Lily, Oscar – Lily & Oscar - Finale - Companyia |

## Premis i nominacions

### Producció original de Broadway
| Any  | Premi               | Categoria                                   | Nominat                                 | Resultat  |
| ---- | ------------------- | ------------------------------------------- | --------------------------------------- | --------- |
| 1978 | Premi Tony          | Millor musical                              | Millor musical                          | Nominat   |
| 1978 | Premi Tony          | Millor llibret                              | Betty Comden i Adolph Green             | Guanyador |
| 1978 | Premi Tony          | Millor banda sonora                         | Cy Coleman, Betty Comden i Adolph Green | Guanyador |
| 1978 | Premi Tony          | Millor actor protagonista de musical        | John Cullum                             | Guanyador |
| 1978 | Premi Tony          | Millor actriu protagonista de musical       | Madeline Kahn                           | Nominat   |
| 1978 | Premi Tony          | Millor actor de repartiment de musical      | Kevin Kline                             | Guanyador |
| 1978 | Premi Tony          | Millor actriu de repartiment de musical     | Imogene Coca                            | Nominat   |
| 1978 | Premi Tony          | Millor direcció de musical                  | Hal Prince                              | Nominat   |
| 1978 | Premi Tony          | Millor escenografia                         | Robin Wagner                            | Guanyador |
| 1978 | Premi Drama Desk    | Actriu destacada en un musical              | Judy Kaye                               | Nominat   |
| 1978 | Premi Drama Desk    | Actor de repartiment destacat en un musical | Kevin Kline                             | Guanyador |
| 1978 | Premi Drama Desk    | Música destacada                            | Cy Coleman                              | Guanyador |
| 1978 | Premi Drama Desk    | Escenografia destacada                      | Robin Wagner                            | Guanyador |
| 1978 | Premi Drama Desk    | Disseny de vestuari destacat                | Florence Klotz                          | Guanyador |
| 1978 | Premi Theatre World | Premi Theatre World                         | Judy Kaye                               | Guanyador |

### Producció original de Londres
| Any  | Premi                  | Categoria                | Nominat        | Resultat |
| ---- | ---------------------- | ------------------------ | -------------- | -------- |
| 1980 | Premi Laurence Olivier | Millor Musical           | Millor Musical | Nominat  |
| 1980 | Premi Laurence Olivier | Millor Actriu de Musical | Julia McKenzie | Nominat  |

### Revival de Broadway 2015
| Any  | Premi                      | Categoria                                                   | Nominat                                                     | Resultat  |
| ---- | -------------------------- | ----------------------------------------------------------- | ----------------------------------------------------------- | --------- |
| 2015 | Premi Tony                 | Millor revival de musical                                   | Millor revival de musical                                   | Nominat   |
| 2015 | Premi Tony                 | Millor actriu protagonista de musical                       | Kristin Chenoweth                                           | Nominat   |
| 2015 | Premi Tony                 | Millor actor de repartiment de musical                      | Andy Karl                                                   | Nominat   |
| 2015 | Premi Tony                 | Millor escenografia                                         | David Rockwell                                              | Nominat   |
| 2015 | Premi Tony                 | Millor vestuari                                             | William Ivey Long                                           | Nominat   |
| 2015 | Premi Drama Desk           | Revival excepcional d'un musical                            | Revival excepcional d'un musical                            | Nominat   |
| 2015 | Premi Drama Desk           | Actriu destacada en un musical                              | Kristin Chenoweth                                           | Guanyador |
| 2015 | Premi Drama Desk           | Actor de repartiment destacat en un musical                 | Andy Karl                                                   | Nominat   |
| 2015 | Premi Drama Desk           | Coreografia destacada                                       | Warren Carlyle                                              | Nominat   |
| 2015 | Premi Drama League         | Revival excepcional d'un musical de Broadway o Off-Broadway | Revival excepcional d'un musical de Broadway o Off-Broadway | Nominat   |
| 2015 | Premi Drama League         | Actuació distingida                                         | Kristin Chenoweth                                           | Nominat   |
| 2015 | Premi Drama League         | Actuació distingida                                         | Andy Karl                                                   | Nominat   |
| 2015 | Premi Outer Critics Circle | Revival excepcional d'un musical                            | Revival excepcional d'un musical                            | Nominat   |
| 2015 | Premi Outer Critics Circle | Director destacat d'un musical                              | Scott Ellis                                                 | Nominat   |
| 2015 | Premi Outer Critics Circle | Coreografia destacada                                       | Warren Carlyle                                              | Nominat   |
| 2015 | Premi Outer Critics Circle | Escenografia destacada                                      | David Rockwell                                              | Nominat   |
| 2015 | Premi Outer Critics Circle | Vestuari destacat                                           | William Ivey Long                                           | Nominat   |
| 2015 | Premi Outer Critics Circle | Actor destacat en un musical                                | Peter Gallagher                                             | Nominat   |
| 2015 | Premi Outer Critics Circle | Actriu destacada en un musical                              | Kristin Chenoweth                                           | Guanyador |
| 2015 | Premi Outer Critics Circle | Actor de repartiment destacat en un musical                 | Andy Karl                                                   | Guanyador |
| 2015 | Premi Outer Critics Circle | Actriu de repartiment destacada en un musical               | Mary Louise Wilson                                          | Nominat   |